# Охаба (річка)
Охаба — річка у Рогатинському районі Івано-Франківської області, ліва притока Свіржу (басейн Дністра).

## Опис
Довжина річки приблизно 8  км. Висота витоку над рівнем моря — 288 м., висота гирла — 234 м., падіння річки — 54 м., похил річки — 6,75 м/км. Формується з багатьох безіменних струмків та водойм.  

## Розташування
Бере  початок на північно-східній околиці села Витань. Тече переважно на північний захід через село Чагрів і на південно-західній околиці села Колоколин впадає у річку Свірж, ліву притоку Дністра.